# Nomada linsenmaieri
Nomada linsenmaieri ist eine Biene aus der Familie der Apidae. Die Art sieht Nomada fuscicornis sehr ähnlich.

## Merkmale
Die Bienen haben eine Körperlänge von 5 bis 6 Millimetern. Der Kopf und Thorax der Weibchen ist schwarz und hat eine rote Zeichnung. Die Tergite sind basal teilweise schwarz, sonst rot. Das Labrum ist schwarz und hat einen krenulierten Quergrat. Das dritte Fühlerglied ist länger als das vierte. Das Mesonotum und Schildchen (Scutellum) haben glatte Zwischenräume zwischen den punktförmigen Strukturen. Die Schienen (Tibien) der Hinterbeine sind am Ende stumpf und tragen einen Streifen sehr kleiner Dornen. Dem Fersenglied (Metatarsus) an den Hinterbeinen hat anders als die ähnliche Art außen einen schwachen Längseindruck. Der Kopf und Thorax der Männchen ist schwarz, die Mandibeln und die Calli sind gelb. Die Tergite sind rot und basal mehr oder weniger schwarz. Das zweite Tergit trägt an den Seiten je zwei gelbe Flecken. Das dritte Fühlerglied ist geringfügig länger als das vierte. Die Tergite sind ziemlich grob punktförmig strukturiert. Die Schenkel (Femora) der Hinterbeine sind unten basal mit einer weißen Haarfranse versehen. Die Schienen (Tibien) der Hinterbeine sind am Ende recht stumpf und haben wenige kurze, kleine Dornen.

## Vorkommen und Lebensweise
Die Art ist in Marokko, auf der Iberischen Halbinsel und in Frankreich verbreitet. Die Tiere fliegen von Ende Mai bis Anfang September. Welche Wirte sie parasitieren, ist unbekannt.

## Belege
Felix Amiet, M. Herrmann, A. Müller, R. Neumeyer: Fauna Helvetica 20: Apidae 5. Centre Suisse de Cartographie de la Faune, 2007, ISBN 978-2-88414-032-4.